# Khal Nayak
Khal Nayak (też Khalnayak) – indyjski film akcji z 1993 roku z Sanjay’em Duttem w roli tytułowej. Towarzyszą mu Madhuri Dixit i Jackie Shroff. W rolach drugoplanowych Rakhee i Anupam Kher. Wyreżyserował go Subhash Ghai znany z Pardes, Taal, czy Kisna. To film o łotrze i o bohaterze uwikłanych w miłość do jednej kobiety. To historia o tym, jak doświadczenia dzieciństwa mogą w nas wyzwolić zło, jak zranienie i odrzucenie przez najbliższych czyni nas podatnym na nie. Ta opowieść pokazuje też, że „w każdym łotrze jest nutka dobra” i że wiara w nas kogoś, kogo kochamy, może nas przemienić. Film jest znany z pamiętnych ról Sanjay Dutta i Madhuri Dixit, a także z przeboju Choli ke peeche kya hai.

## Fabuła
Ballu (Sanjay Dutt) to skuteczne narzędzie zbrodni w rękach gangstera Roshi Mahanta. Umie zabić. A potem uciec. Ale po zastrzeleniu podczas wiecu wyborczego kolejnego polityka zostaje jednak złapany. Śledztwo prowadzi oficer policji Ram Singha (Jackie Shroff). W przerwach pomiędzy próbami wymuszenia biciem na więźniu zeznań odwiedza on zakochaną w nim sierotę Gangę (Madhuri Dixit). Kochająca się para właśnie przymierza się do ślubu, gdy Ballu udaje się uciec z więzienia. Prasa oskarża Rama, że zajęty romansowaniem z Gangą zaniedbał swych obowiązków. Oburzona Ganga (też oficer policji) chcąc oczyścić honor ukochanego rusza na poszukiwanie uciekiniera. Wkrótce tańcem na przyjęciu gangsterów udaje jej się zawojować serce Ballu. Uciekając od policji bandyta zabiera ją ze sobą. Tymczasem Ram, by móc szantażować Ballu, próbuje zebrać informacje o jego przeszłości. Udaje mu się odnaleźć matkę Ballu. Od lat daremnie wyczekuje ona powrotu swego marnotrawnego syna. Podczas spotkania policjanta i matki Ballu okazuje się, że wiele lat temu pomagając wykształcić się sierocie, zmieniła ona los Rama. Ze zdumieniem rozpoznaje on w zabijającym dla gangsterów Ballu przyjaciela z dzieciństwa, broniącego go zawsze Prasada. Matka ma nadzieję, że ścigający jej syna policjant uratuje go przed śmiercią. Dochodzi do konfrontacji między łotrem i bohaterem, tym dramatyczniejszej, ze każdy z nich wie już, kogo kocha Ganga.

## Obsada
- Sanjay Dutt – Balaram Prasad „Ballu” – nominacja do Nagrody Filmfare dla Najlepszego Aktora
- Madhuri Dixit – Ganga (Gangotri Devi) – nominacja do Nagrody Filmfare dla Najlepszej Aktorki
- Jackie Shroff – Inspector Ram Kumar Sinha
- Anupam Kher – Ishwar Girdhar Pandey (dyrektor więzienia)
- Rakhee Gulzar – Mrs. Aarti Prasad (Ballu matka) (jako Rakhee)
- Ramya Krishna – kochanka Ballu
- Pramod Muthu – Roshan Mahanta
- Sushmita Mukherjee – p. Pandey
- A.K. Hangal – Shaukat Bhai
- Neena Gupta – Champa Didi
- Mangal Dhillon – Iqbal
- Ali Asghar – Munna

## Muzyka i piosenki
Twórcami muzyki jest duet Laxmikant-Pyarelal (Hum, Ram Lakhan)
- Nayak Nahi Khalnayak Hai Tu
- Der Se Aana Jaldi Jaana
- Palki Mein Hoke Sawar Chali Re
- Choli Ke Peeche Kya Hai – Nagroda Filmfare za Najlepszy Playback Męski, Nagroda Filmfare za Najlepszy Playback Kobiecy – Alka Yagnik
- O Maa Tuhe Salaam
- Nayak Nahi Khalnayak Hoon Main
- Aaja Sajan Aaja
- Choli Ke Peeche Kya Hai – Male